# 箕輪ひろば
箕輪 ひろば（みのわ ひろば、1998年7月24日 - ）は、日本の男性総合格闘家。埼玉県所沢市出身。総合格闘技道場STF所属。元修斗世界ストロー級王者。ONE世界ストロー級ランキング4位。

## 来歴
12歳で総合格闘技道場STFに入門。2015年にアマチュア修斗で全日本選手権3位になる。
2015年、当時最年少の17歳でプロ修斗に昇格し同年デビュー。
2016年、新人王フライ級トーナメントで優勝、同時に新人王MVPにも選ばれた。
2020年1月26日、修斗世界ストロー級王座決定戦で小巻洋平と対戦し、一本勝ちを収め王座獲得に成功した。
2020年10月30日、ONE Championship初参戦となったOne Championship:Inside the Matrix 3でストロー級ランキング5位のリト・アディワンと対戦し判定勝ち。
2021年2月26日、One Championship:FISTS OF FURY 3でストロー級ランキング5位のアレックス・シウバと対戦し判定勝ち。
2022年1月28日、One Championship:ONLY THE BRAVEでストロー級ランキング3位のジャレッド・ブルックスと対戦し判定負け。

## 戦績
| 総合格闘技 戦績 | 総合格闘技 戦績 | 総合格闘技 戦績 | 総合格闘技 戦績 | 総合格闘技 戦績 | 総合格闘技 戦績 | 総合格闘技 戦績 |
| --------------- | --------------- | --------------- | --------------- | --------------- | --------------- | --------------- |
| 20 試合         | (T)KO           | 一本            | 判定            | その他          | 引き分け        | 無効試合        |
| 14 勝           | 3               | 8               | 3               | 0               | 0               | 0               |
| 6 敗            | 0               | 0               | 6               | 0               | 0               | 0               |

| 勝敗 | 対戦相手                       | 試合結果                           | 大会名                                    | 開催年月日     |
| ×    | イ・スンチョル                 | 5分3R終了 判定0-3                  | ONE Friday Fights 116: Adam vs. Mohammed  | 2025年7月18日  |
| ○    | ジェレミー・ミアド             | 5分3R終了 判定2-1                  | ONE Fight Night 23: Ok vs. Rasulov        | 2024年7月5日   |
| ×    | グスタボ・バラート             | 5分3R終了 判定1-2                  | ONE 165: Superlek vs. Takeru              | 2024年1月28日  |
| ×    | ボカン・マスンヤネ             | 5分3R終了 判定0-3                  | One FightNight9                           | 2023年4月22日  |
| ×    | ジャレッド・ブルックス         | 5分3R終了 判定0-3                  | One Championship: ONLY THE BRAVE          | 2022年1月28日  |
| ○    | アレックス・シウバ             | 5分3R終了 判定2-1                  | One Championship: FISTS OF FURY 3         | 2021年2月26日  |
| ○    | リト・アディワン               | 5分3R終了 判定2-1                  | One Championship: Inside the Matrix 3     | 2020年10月30日 |
| ○    | 小巻洋平                       | 2R 4:53 スリーパーホールド         | 修斗 【修斗世界ストロー級王座決定戦】     | 2020年1月26日  |
| ○    | ジャレッド ライアン アルマザン | 3R 2:22 スリーパーホールド         | 修斗 30th ANNIVERSARY TOUR 30周年記念大会 | 2019年5月6日   |
| ○    | ニシダ☆ショー                  | 2R 4:29 スリーパーホールド         | 修斗                                      | 2018年12月15日 |
| ○    | 小巻洋平                       | 1R 4:36 KO                         | 修斗                                      | 2018年9月23日  |
| ×    | 楳沢智治                       | 5分2R終了 判定0-2                  | 修斗                                      | 2018年5月13日  |
| ○    | 新井丈                         | 2R 4:05 スリーパーホールド         | プロフェッショナル修斗                    | 2018年3月25日  |
| ○    | ふじい ☆ ペリー                | 1R 4:36 TKO                        | 修斗                                      | 2017年10月15日 |
| ×    | 猿田洋祐                       | 5分3R終了 判定0-3                  | 修斗                                      | 2017年4月23日  |
| ○    | 大西ヒロト                     | 1R 3:25 スリーパーホールド         | 修斗                                      | 2016年12月18日 |
| ○    | 小巻洋平                       | 2R 3:48 V1アームロック             | 修斗 GIG TOKYO Vol.22                     | 2016年10月16日 |
| ○    | ZONO                           | 1R 4:04 スリーパーホールド         | 修斗 GIG TOKYO Vol.21                     | 2016年5月28日  |
| ○    | 牧ヶ谷篤                       | 2R 1:15 KO                         | 修斗                                      | 2016年1月11日  |
| ○    | ふじい☆ペリー                  | 1R 4:43 フロントスリーパーホールド | 修斗                                      | 2015年11月8日  |

## 獲得タイトル
- 第8代修斗世界ストロー級王座
- 修斗フライ級新人王